# Wolf-Wilhelm Richter
Wolf-Wilhelm Richter (* 13. Februar 1947 in Berlin) ist ein deutscher Jurist. Er war von 1996 bis 2012 Richter am Bundesverwaltungsgericht.

## Leben und Wirken
Richter studierte Rechtswissenschaften in Berlin und Freiburg. Nach Abschluss seiner juristischen Ausbildung trat er 1975 in den Justizdienst des Landes Baden-Württemberg ein und wurde dem Verwaltungsgericht Karlsruhe zugewiesen. 1984 erfolgte seine Ernennung zum Richter am Verwaltungsgerichtshof Baden-Württemberg, 1995 zum Vorsitzenden Richter am Verwaltungsgerichtshof.
Nach seiner Ernennung zum Richter am Bundesverwaltungsgericht im März 1996 wies das Präsidium Richter zunächst dem seinerzeit unter anderem für das Wirtschaftsverwaltungsrecht, das Recht der freien Berufe und das Kammerrecht, das Vereins- und Versammlungsrecht, das Staatsangehörigkeitsrecht, Ausländerrecht, Polizei- und Ordnungsrecht, Waffenrecht, Heimrecht sowie das Währungs- und Umstellungsrecht zuständigen 1. Revisionssenat zu. Nachdem Richter von August 1998 bis September 2000 Mitglied des 9. Revisionssenat war, der unter anderem für das Asyl- und Asylverfahrensrecht, das Heimkehrer- und Kriegsgefangenenentschädigungsrecht sowie das Recht der Vertriebenenzuwendung und der Sowjetzonenflüchtlinge und politischen Häftlinge zuständig war, kehrte er im Oktober 2000 zum 1. Revisionssenat zurück, dem ab 2001 das Staatsangehörigkeitsrecht sowie das Ausländer- und Asylrecht zugewiesen war. Nach dem Übergang des Ausländer- bzw. Aufenthaltsrechts im Jahr 2007 auf den 10. Revisionssenat wurde Richter zudem dort Mitglied des Senats. Richter trat am 31. März 2012 in den Ruhestand.